# صوديوم فريوليت
صوديوم فريوليت (SF)، ملح الصوديوم لحمض الفيروليك ، هو دواء يستخدم في الطب الصيني التقليدي لعلاج الأمراض القلبية الوعائية والدماغية ومنع التجلط. وجد  في جذر انجليكا سينينسيس.وتعتبر آمن وفعال. و يمكن استخراج حمض الفيروليك من جذور الأعشاب الصينية ليغستكم سترياتوم.
حصلت شركة كرافت فودز على براءة إختراع لاستخدام حليب الصوديوم لإخفاء مذاق التحلية الاصطناعية أسيسولفام البوتاسيوم.